# Esobarbital
L'esobarbital, commercializzato in forma di acido e sale sodico come Citopan, Evipan o Tobinal, è un barbiturico con effetto ipnotico a rapida insorgenza e durata d'azione piuttosto breve. Il suo utilizzo in anestesia è gravato da complicazioni respiratorie e circolatorie relativamente frequenti e gravi. In considerazione della difficoltà nel controllo della profondità dell'anestesia, che rende il composto molto pericoloso, il suo uso divenne di difficile giustificazione, soprattutto vista la presenza di altre sostanze (ad esempio il tiopental sodico) altrettanto valide e molto più sicure e tollerate.

## Storia
L'esobarbital fu introdotto in terapia nel 1931. Per via endovenosa venne utilizzato come agente anestetico generale e per via orale come ipnotico nel trattamento dell'insonnia.
Il farmaco conobbe inoltre un ampio utilizzo come substrato per la valutazione dei cambiamenti nella attività della mono-ossigenasi sia negli animali che nell'uomo.

## Farmacocinetica
L'esobarbital è rapidamente assorbito dopo somministrazione orale.
Un'ora dopo somministrazione orale di 500 mg si raggiungono livelli ematici di 5-10 µg/ml.
L'esobarbital viene inattivato nel fegato per N-demetilazione e ossidazione.
Il 32% circa di una dose viene escreto nelle urine entro 24 ore come 3'-ossoesobarbitone, il 5% come 3'-idrossiesobarbitone e il 18% come acido 1,5-dimetilbarbiturico. Meno dell'1% del farmaco è escreto in forma immodificata. Le concentrazioni plasmatiche terapeutiche oscillano tra 1 e 5 µg/ml.
L'emivita plasmatica è compresa fra 3 e 7 ore, ma si prolunga significativamente (6-10 ore) nei pazienti affetti da epatite acuta. Il volume di distribuzione è approssimativamente di 1 l/kg.
La clearance plasmatica è di 3,5 ml/min/kg circa. Il legame con le proteine plasmatiche è del 42-52%.

## Tossicologia
Nell'uomo la dose letale minima è di 2 g. A concentrazioni plasmatiche superiori a 8 µg/ml il farmaco presenta effetti tossici.

## Usi clinici
L'esobarbital è stato impiegato come ipnotico e sedativo.

## Dosi terapeutiche
L'esobarbital al dosaggio di 200–500 mg, veniva somministrato per via orale alla sera prima di coricarsi o alle prime ore del mattino in caso di risveglio precoce.
Il suo sale sodico, somministrato per via endovenosa, era impiegato per l'induzione dell'anestesia. Il suo utilizzo è ormai obsoleto.